# Хейбатов, Кянан
Кянан Хейбатов (азерб. Kənan Heybətov; род. 21 ноября 2002) — азербайджанский борец вольного стиля, выступающий в весовой категории до 70 кг. Бронзовый призёр чемпионата Европы 2025 года, двукратный чемпион Азербайджана среди взрослых (2023, 2024), двукратный бронзовый призёр чемпионатов мира среди спортсменов до 23 лет (2022, 2023), серебряный призёр чемпионата Европы среди спортсменов до 23 лет (2024), чемпион Европы среди юниоров (2021), чемпион мира среди спортсменов до 20 лет (2022).

## Биография
Кянан Хейбатов родился 21 ноября 2002 года. Являлся спортсменом Специализированной детско-юношеской спортивно-шахматной школы олимпийского резерва Апшеронского района.
В мае 2018 года занял второе место на юношеском чемпионате Европы по борьбе в Скопье (весовая категория до 45 кг).
В июле 2019 года Хейбатов занял первое месте на летнем Европейском юношеском Олимпийском фестивале в Баку, одолев в финале россиянина Рустама Долаева. В декабре этого же года принял участие на чемпионате Азербайджана среди взрослых, где в полуфинале уступил Парвизу Ибрагимову, а в схватке за бронзу — Алиаббасу Рзазаде.
В июне 2021 года Кянан Хейбатов завоевал золотую медаль чемпионата Европы среди юниоров в Дортмунде (весовая категория до 61 кг), одолев в финале Левика Микаеляна из Армении.
В октябре 2021 года выступил на чемпионате мира в Осло, но в первой же схватке уступил Ярославу Гурскому с Украины. В декабре 2021 года Хейбатов, представляя Апшеронский район, занял третье место на чемпионате Азербайджана среди взрослых (весовая категория до 65 кг).
В августе 2022 года он выиграл чемпионат мира среди спортсменов до 20 лет, который проходил в Софии (весовая категория до 70 кг), одолев в финале американца Мишеля Месенбрика. 
В октябре 2022 года Хейбатов занял третье место на чемпионате мира среди спортсменов до 23 лет, который проходил в испанском Понтеведре (весовая категория до 70 кг), одолев в схватке за бронзу Орозобека Токтомамбетова из Кыргызстана.
В октябре 2023 года Кянан Хейбатов завоевал бронзовую медаль на чемпионате мира среди спортсменов до 23 лет, который прошёл в столице Албании Тиране.
В декабре 2023 года Хейбатов, выступая за клуб «Нефтчи», выиграл чемпионат Азербайджана среди взрослых (весовая категория до 70 кг).
В феврале 2024 года выступил на чемпионате Европы среди взрослых в Бухаресте, где в четвертьфинале уступил Рамазану Рамазанову из Болгарии.
В мае 2024 года Кянан Хейбатов выиграл серебро на чемпионате Европы среди спортсменов до 23 лет в Баку. В июне этого же года в Каспийске выиграл бронзу Международного турнира памяти Али Алиева, одолев в схватке за бронзу Агаджи Магомедова из Дагестана.
В сентябре 2024 года занял первое место на турнире «Кубок нефтяной столицы» в Атырау.
В марте 2025 года выиграл серебро на чемпионате Европы по борьбе среди спортсменов до 23 лет, прошедшем в Тиране (Албания).
В апреле 2025 года на чемпионате Европы в Братиславе в весовой категории до 70 кг завоевал бронзовую медаль. В схватке за третье место одолел соперника из Венгрии Исмаила Мусукаева.